# 北京大学分校
北京大学第一分校1978年底创办，选址于183中学（原北京归国华侨学生中等补习学校），依靠北京大学的支持创办和办学，1979年2月正式开始上课，设有数学、物理、化学、生物、地理、中文、历史、图书馆学8个系，隶属北京市高教局，1981年增设法律系，很多历史系和中文系学生转学法律专业，1983年化学系更名为应用化学系，1983年更名为北京大学分校，1983年北京市计划委员会同意北京大学第一分校从北京归国华侨学生中等补习学校迁出，另选新址。1985年北京大学分校等12所院校联合组建北京联合大学，1985年3月更名为北京联合大学文理学院，1994年3月北京联合大学文理学院与北京联合大学文法学院的档案、法律、政治等系合并，成立北京联合大学应用文理学院。